# Felipe Guréndez
Felipe Guréndez Aldanondo (Vitoria, 18 novembre 1975) è un ex calciatore spagnolo, di ruolo difensore.

## Carriera
Cresciuto nella cantera dell'Athletic Bilbao, debutta in prima squadra con il Bilbao Athletic nella stagione 1994-1995.
Nel corso della stagione 1995-1996 viene "promosso" all'Athletic Bilbao, debuttando in Primera División spagnola il 3 gennaio 1996 nella partita Athletic Bilbao-Real Saragozza (1-1). Anche nell'annata seguente si alterna tra prima squadra e "riserve", venendo poi ceduto in prestito all'Osasuna per il campionato 1997-1998.
L'anno seguente ritorna con i rojiblancos, rimanendovi per altre otto stagioni, per un totale di 163 partite (138 in campionato).
Rimane con i baschi fino al 2006, anno in cui passa al Numancia.

## Palmarès
- Campionato d'Europa Under-21: 1

1998